# العمالات والأقاليم (تقسيم إداري)
الأقاليم والعمالات هي إحدى الأنواع الثلاثة للجماعات الترابية التي حددها دستور المغرب لسنة 2011، خاضعة للقانون العام، تتمتع بالشخصية الاعتبارية والاستقلال الإداري والمالي، وتعتبر المستوى الأوسط بين الجماعات والجهات في إطار التنظيم الترابي للمملكة، وعددها 13 عمالة و62 إقليما.

## التسيير
يتم تسيير شؤون العمالات والأقاليم من طرف مجلس منتخب عن طريق الاقتراع العام الغير مباشر، تتشكل فيها الهيئة الناخبة والمرشحون من أعضاء مجالس الجماعات.

## الاختصاصات[3]
تهتم العمالات والأقاليم بالنهوض بالتنمية الاجتماعية داخل حدود دوائرها، وتعزيز النجاعة والتعاون بين الجماعات المتواجدة داخل ترابها. 

### الاختصاصات الذاتية
- النقل المدرسي
- وضع برامج للحد من الفقر والهشاشة
- إنجاز وصيانة المسالك القروية
- تشخيص الحاجيات في مجال الصحة والأمن والتعليم والوقاية وحفظ الصحية
- تشخيص الحاجيات في مجال الثقافة والرياضة

### الاختصاصات المشتركة مع الدولة
- تأهيل العالم القروي في ميادين الصحة والتكوين والبنيات التحتية والتجهيزات
- .تنمية المناطق الجبلية والواحات
- .الإسهام في تزويد العالم القروي بالماء الصالح للشرب وبالكهرباء
- .المساهمة في إنجاز وصيانة الطرق الإقليمية
- .التأهيل الاجتماعي في الميادين التربوية والصحية والاجتماعية والرياضية

### الاختصاصات القابلة للنقل من طرف الدولة
التنمية الاجتماعية وإحداث وصيانة المنشآت المائية الصغرى والمتوسطة خاصة بالوسط القروي

## الفرق بين العمالة والإقليم
الفرق بين العمالة والإقليم يكمن على مستوى طبيعة الوسط وطبيعة السكان، حيث تعتبر الأقاليم تقسيمات إدارية يغلب عليها الوسط القروي، وجل سكانها قرويون مثل (إقليم بنسليمان، إقليم بولمان ...)، عكس العمالات، التي يعتبر جل سكانها حضرييون، وتضم عادة مدنا كبيرة، مثل (عمالة مكناس، عمالة المحمدية ...) [بحاجة لمصدر]